# Batalla de Lingones
La batalla de Lingones fue un enfrentamiento militar librado entre el Imperio romano y los alamanes, acabando con la victoria de los romanos.

## Antecedentes
En 277 los alamanes, francos, lugiones, burgundios y vándalos cruzaron el Rin e invadieron la Galia, pero el emperador Probo consiguió efectuar una campaña que para el año siguiente había dado muerte a 400.000 bárbaros según las crónicas romanas, reclutando a 16.000 hombres para guarnecer la frontera, salvando 70 ciudades del saqueo, forzando a los invasores a devolver el botín e incluso considerando intentar conquistar Germania, idea que abandono. En 281 permitió a 100.000 bastarnos instalarse en Tracia.
Dos años después, el emperador Caro derrotó en Pannonia una incursión de sármatas, matando a 16.000 y capturando a 20.000 «de ambos sexos».

## Batalla
Los alamanes habían cruzado el Rin e invadido la provincia romana de la Germania Superior. Fue entonces cuando el césar Constancio Cloro salió a interceptarlos en las cercanías de Lingones (actual Langres), pero la feroz carga de los invasores le forzó a retirarse al interior de la ciudad junto a su ejército, apenas escapando de la captura. Afortunadamente, poco después llegaron tropas de refuerzo.
Posteriormente, a salvo tras los muros de Lingones, Cloro dio un enérgico discurso a sus hombres y les inspiró para salir afuera y contraatacar. La victoria de los romanos fue absoluta tras seis horas de combate. Poco después, Cloro volvió a vencerlos en Vindonissa.
Existe discrepancia sobre la fecha de la batalla. Aunque se tiende a fecharla en 298, algunos autores, basados en los datos que da Eutropio, dicen que sucedió en 302.